# جيمس بنجامين
جيمس بنجامين (بالإنجليزية: James Benjamin)‏ هو لاعب اتحاد الرغبي بريطاني، ولد في 21 فبراير 1994 في نيوبورت في المملكة المتحدة.